# چوکنا

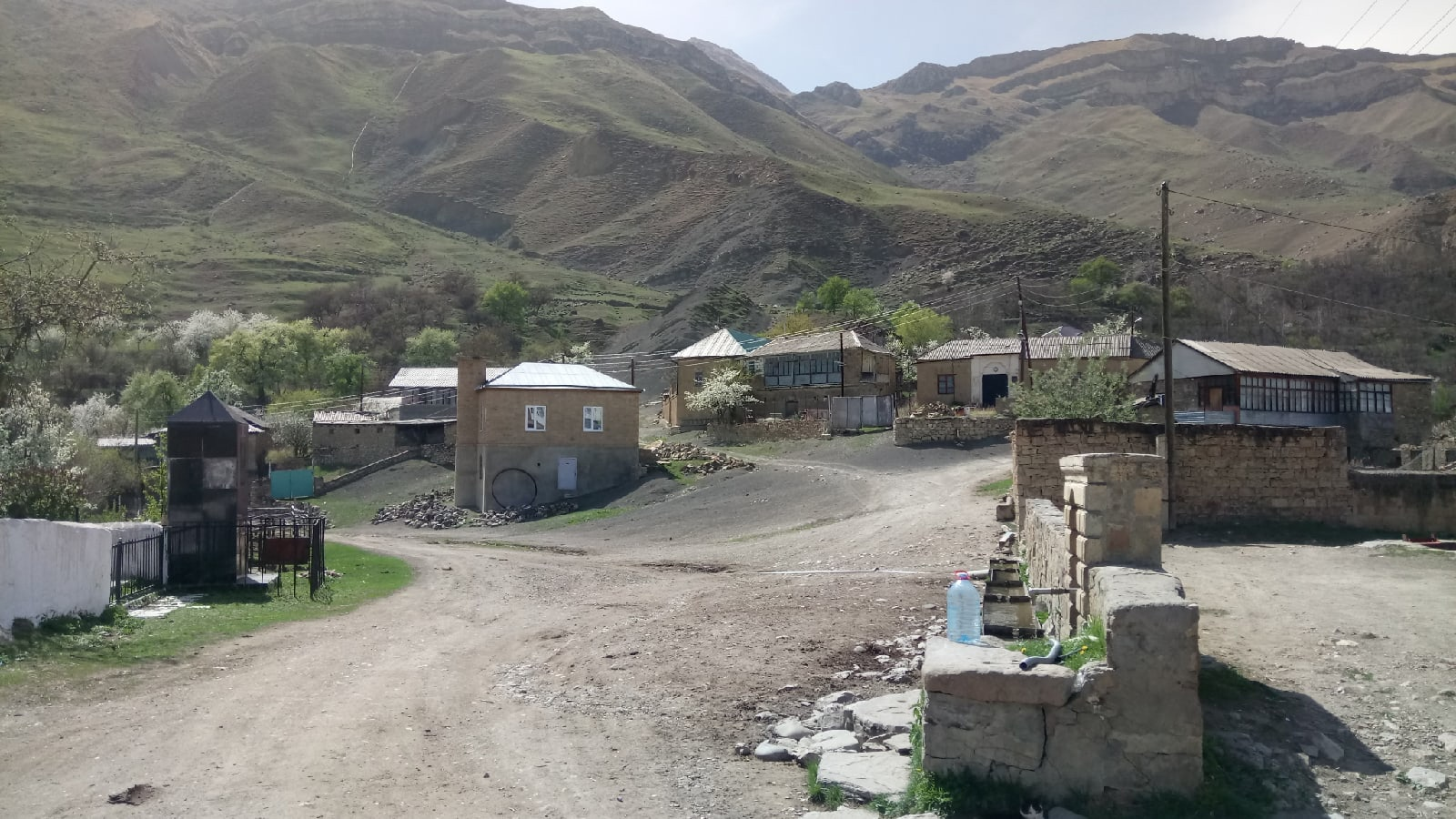
چوکنا

چوکنا (به لاتین: Chukna) یک منطقهٔ مسکونی در روسیه است که در شهرستان لاکسکی واقع شده‌است.